# Amphicyon
Amphicyon (‘gos ambigu’, en llatí) és un gènere de mamífer extint de la família dels amficiònids. Se n'han trobat restes fòssils als Estats Units. Probablement era un omnívor, amb un estil de vida semblant al de l'os bru d'avui en dia. Al jaciment dels Casots (Subirats) s'han trobat representants d'aquest grup, com ara A. giganteus.